# Miguel Ángel de Amo
Miguel Ángel de Amo (ur. 16 września 1985 w Madrycie) – hiszpański siatkarz, grający na pozycji rozgrywającego, reprezentant Hiszpanii.

## Przebieg kariery
De Amo rozpoczął swoją karierę w Madrycie, w zabytkowym zespole Salesianos de Atocha, gdzie grał jego ojciec. W wieku 15 lat przeniósł się do Malagi, gdzie grał w PTV Malaga i został Młodzieżowym Mistrzem Hiszpanii w 2004 roku De Amo był również kapitanem męskiej reprezentacji Hiszpanii młodzieży. Z klubem Numancia CMA Soria, zdobył srebrny medal w Superpucharze Hiszpanii i zajął trzecie miejsce w hiszpańskiej Superlidze w sezonie 2008/2009.
W sezonie 2009/2010 reprezentował barwy FC Barcelona. W 2010 roku przeniósł się do Cajasol Sevilla i w tym samym roku grał z reprezentacją Hiszpanii w Lidze Europejskiej, i zajął drugie miejsce.
W sezonie 2011/2012 grał na Cyprze w Nea Salamina Famagusta. Rok później (2012/2013) wygrał Superpuchar Hiszpanii, Puchar Króla i Mistrzostwo Hiszpanii z CAI Teruel.
We wrześniu 2013 roku rozpoczął sezon z CV Andorra, ale od stycznia 2014 roku przeniósł się do słowackiej Ekstraligi do drużyny VK Chemes Humenné, gdzie zdobył Puchar i Mistrzostwo Słowacji.
W sezonie 2014/2015 występował w polskiej Pluslidze, w drużynie AZS Częstochowa. Od sezonu 2017/2018 jest zawodnikiem francuskiego klubu Spacer’s de Toulouse.
| Lata                 | Klub                              |
| -------------------- | --------------------------------- |
| 2000–2002            | PTV Malaga                        |
| 2002–2006            | Numancia CMA Soria                |
| 2006–2009            | UMA Probisa Pizarra               |
| 2009–2010            | FC Barcelona                      |
| 2010–2011            | Cajasol Sevilla                   |
| 2011–2012            | Nea Salamina Famagusta            |
| 2012–2013            | CAI Teruel                        |
| 2013                 | CV Andorra                        |
| 2014 (od 06.01.2014) | VK Chemes Humenné                 |
| 2014–2015            | AZS Częstochowa                   |
| 2015–2017            | Unicaja Almería                   |
| 2017–2018            | Spacer’s de Toulouse              |
| 2018–2022            | VK Jihostroj Czeskie Budziejowice |
| 2022–                | CV Guaguas Las Palmas             |

### Sukcesy klubowe
Liga hiszpańska:
- 2015, 2016, 2023[5], 2024[6], 2025[7]
- 2004, 2006, 2013

Superpuchar Cypru:
- 2011

Liga cypryjska:
- 2012

Superpuchar Hiszpanii:
- 2012, 2015, 2023[8], 2024[9]

Puchar Króla Hiszpanii:
- 2013, 2016, 2024[10], 2025[11]

Puchar Katalonii:
- 2013

Puchar Słowacji:
- 2014

MEVZA - Liga Środkowoeuropejska:
- 2014

Liga słowacka:
- 2014

Puchar Czech:
- 2019, 2020, 2022[12]

Liga czeska:
- 2019
- 2021
- 2022[13]

### Sukcesy reprezentacyjne
Liga Europejska:
- 2010

### Nagrody indywidualne
- 2024: MVP turnieju finałowego Pucharu Króla Hiszpanii
- 2024: MVP Superpucharu Hiszpanii[14]

## Kariera w siatkówce plażowej
W 2002 roku został Wicemistrzem Europy Kadetów w Illitchivsk (Ukraina). W Pucharze Świata w Xylokastro (Grecja), wraz z Javierem Alcara zajęli piąte miejsce. W 2003 roku wystąpił na Mistrzostwach Świata Juniorów w Saint-Quay-Portrieux (Francja) z Germánem Lópezem i zajęli dziewiąte miejsce. Na Mistrzostwach Europy Juniorów zajął drugie miejsce w Salzburgu (Austria).
W następnym roku, w 2004, stał się mistrzem Świata Juniorów z Inocencio Lario w Porto Santo (Portugalia), a na Mistrzostwach Europy Juniorów w Koprze (Słowenia) zajęli piąte miejsce. W 2005 roku grał z Lario i zdobył złoty medal na Mistrzostwach Świata w Zagrzebiu (Chorwacja). W tym samym roku zajął 19 pozycję z Adriánem Gavira na Mistrzostwach Świata Juniorów w Rio de Janeiro (Brazylia). Zaś czwarte miejsce zajął na Mistrzostwach Europy Juniorów z Lario w Mysłowicach (Polska). W 2008 roku zagrał po raz pierwszy z Jose Manuelem Ariząna Majorce (Hiszpania) i został Uniwersyteckim Mistrzem Świata Hamburgu (Niemcy). W roku 2009 w parze z Arizą zdobył srebrny medal na Igrzyskach Śródziemnomorskich w Pescarze (Włochy). W 2013 roku de Amo i Lario znowu razem zagrali w Grand Slamie w Szanghaju (Chiny). Z Lario został sklasyfikowany na Mistrzostwach Świata w Starych Jabłonkach (Polska).
Od lata 2013 roku w partnerstwie z Ignacio Batallánem brali udział w Madison Beach Volley Tour, gdzie srebrny medal w Cambrils (Hiszpania). W Mistrzostwach Hiszpanii zajął drugie miejsce w Fuengirola (Hiszpania).
W okresie letnim 2014 roku zdobył pierwsze miejsce z Ignacio Batallánem na Ibizie (Hiszpania), w II Internacionales Villa de Laredo oraz ja Internacionales de Tarragona. Brał udział również w Madison Beach Volley Tour i wziął brązowy medal w Mistrzostwach Hiszpanii Fuengirola (Hiszpania).
Latem 2015 zdobył pierwsze miejsce z Ignacio Batallánem, w turnieju III Internacionales Villa de Laredo (Hiszpania).

### Partnerzy
| Lata gry  | Zawodnik          |
| 2002      | Javier Alcaraz    |
| 2003      | German Lopez      |
| 2004–2006 | Inocencio Lario   |
| 2004      | Javier Alcaraz    |
| 2005      | Adrián Gavira     |
| 2006      | Valentin Sollet   |
| 2007–2009 | Jose Manuel Ariza |
| 2013      | Inocencio Lario   |
| 2013      | Ignacio Batallan  |

### Sukcesy w siatkówce plażowej
Mistrzostwa Europy Kadetów:
- 2002

Mistrzostwa Europy Juniorów:
- 2003

Mistrzostwa Świata Juniorów:
- 2004

Uniwersyteckie Mistrzostwa Europy:
- 2007, 2009, 2012

Uniwersyteckie Mistrzostwa Świata:
- 2008

Igrzyska Śródziemnomorskie:
- 2009

Mistrzostwa Hiszpanii:
- 2009, 2013
- 2014

Madison Beach Volley Tour:
- 2013, 2014, 2015